# 国際連合安全保障理事会決議1851
国際連合安全保障理事会決議1851（こくさいれんごうあんぜんほしょうりじかいけつぎ1851、英: United Nations Security Council Resolution 1851）は、2008年12月16日に国際連合安全保障理事会で採択されたソマリア情勢に関する決議。略称はUNSCR1851。

## 概要
国連安保理決議1851は、ソマリア沖の海賊行為の防止に向け、ソマリア領内で必要とされる「あらゆる措置を取ること」の承認を主な内容とする決議で、海軍艦艇及び軍用機の派遣を加盟国に要請した前回の安保理決議1838号および安保理決議1846号（2008年10月、12月にそれぞれ採択）を強化したもの。海賊行為の防止に向け「領空も含め、ソマリア陸上で必要とされるあらゆる措置を取ること」ができるよう求める アメリカ合衆国提案の決議案を受けて協議され、一部修正されて全会一致で採択された。

## 解説
採択の同日に国連安保理が発表した報道資料によると、決議の内容は次の通り。
- ソマリア沖の海賊行為の防止に取り組む国家及び地域機構は、国連事務総長によりソマリア暫定連邦政府に対する通知が事前に行われている前提において、ソマリア領内で同行為を計画、促進、実行する勢力を阻止する目的で、適当と思われるあらゆる手段をソマリア領内で講じることができる。
- 急増する海賊行為および武装強盗行為の撲滅を求める2008年12月9日付けのソマリア暫定政府からの国際協力の呼びかけに応じ、当理事会は国連憲章第7章に基づく行動により、これらの行為に及ぶ集団に対し、艦船及び軍用機の派遣による掃討、並びに当該行為に使用される船舶および武器の押収および廃棄を実施する能力のある国家および地域機構の積極的な参加を求める。
- 当理事会は、活動に参加する国家および地域機構は、捜査当局者の合法的な乗船を可能にし、この決議に基づいて行われた活動の結果拘留された者の捜査および訴追を可能にするべく海賊の拘留先となる諸国家と特別な合意あるいは協定を結ぶことを推奨する。
- この決議に基づいた活動を行うにあたり、参加する国家および地域機構は連絡調整窓口となる国際協力機構を設置することを推奨する。
- 本決議で承認される活動は、ソマリア沖における事態のみに適用され、他の事態について国際海洋法条約を含む国際法によって個々の国に保証される権利および義務を害するものではない。また本決議は慣習国際法の法源とはなりえないことを強調する。